# 新潟大学教育学部附属幼稚園
新潟大学教育学部附属幼稚園（にいがただいがくきょういくがくぶふぞくようちえん）は、新潟県長岡市学校町にある国立大学法人新潟大学の附属学校。附属幼稚園と略されることもある。長岡市内や附属長岡小学校内では、附幼と略されることが多い。

## 概要
園児の服装は自己判断の下自由とされていて、制服はない。

## 教育方針

### 教育目標
友達いっぱい　　夢いっぱい　　元気で遊ぶ附属の子

## 著名な卒業生
- 相澤貴志 - サッカー選手　川崎フロンターレ所属
- 高橋留美子 - 漫画家
- 篠田昭 - 新潟市長
- 星護 - ディレクター　映画監督
- 五十嵐一 - イスラム学者　悪魔の詩の訳者
- よこざわけい子 -声優
- 河村亮 -アナウンサー